# Айнарс Ковальс
Айнарс Ковальс  (латис. Ainārs Kovals, 21 листопада 1981) — латвійський легкоатлет, олімпійський медаліст. Одружений із латвійською легкоатлеткою Сінтою Озоліною-Ковала, яка теж займається метанням спису і тренується у Валентини Ейдуки. Свій особистий рекорд встановив на Олімпіаді в Пекіні, де його 86,64 принесли йому срібло. Вперед він пропустив лише норвежця Андреаса Торкільдсена.

## Виступи на Олімпіадах
| Олімпіада  | Дисципліна    | Місце |
| ---------- | ------------- | ----- |
| Пекін 2008 | метання списа | 2     |

## Результати на головних спортивних змаганнях
| Рік  | Тип змагання                            | Організатор          | Місце | Результат    |
| ---- | --------------------------------------- | -------------------- | ----- | ------------ |
| 2005 | Чемпіонат світу з легкої атлетики 2005  | Гельсінкі, Фінляндія | 7     | 77.61 м      |
| 2005 | Літня Універсіада 2005                  | Ізмір, Туреччина     | 1     | 80.67 м      |
| 2006 | Чемпіонат Європи з легкої атлетики 2006 | Гетеборг, Швеція     | 5     | 85.95 м (PB) |
| 2006 | 2006 IAAF World Athletics Final         | Штутгарт, Німеччина  | 5     | 82.32 м      |
| 2007 | Літня Універсіада 2007                  | Бангкок, Таїланд     | 3     | 82.23 м      |
| 2008 | Літні Олімпійські ігри 2008             | Пекін, Китай         | 2     | 86.64 м (PB) |
| 2009 | Літня Універсіада 2009                  | Белград, Сербія      | 1     | 81.58 м      |
| 2009 | Чемпіонат світу з легкої атлетики 2009  | Берлін, Німеччина    | 7     | 81.54 м      |
| 2009 | 2009 IAAF World Athletics Final         | Салоніки, Греція     | 7     | 80.07 м      |
| 2010 | Чемпіонат Європи з легкої атлетики 2010 | Барселона, Іспанія   | 6     | 81.19 м      |

PB — особистий рекорд